# Famo (tractormerk)
Famo was een Duits merk van landbouwtractoren en rupsvoertuigen.
Het bedrijf heette eigenlijk Fahrzeug- und Motoren-Werke GmbH en was gevestigd in Breslau.
De firma ontstond in 1935 door de aankoop van de machinebouwafdeling van Linke-Hofmann-Busch door de firma Junkers die dan hoofdaandeelhouder werd. In 1942 ging de eigendom over naar de Bank der Deutschen Luftfahrt.
In de fabriek in Breslau produceerde men twee types rupsvoertuigen voor de bouwnijverheid en de landbouw: de 60/65 pk sterke "Ruebezahl" en de 42/45 pk sterke "Boxer". Er werden ook stationaire dieselmotoren, vliegtuigmotoren en compressoren gemaakt.
In het kader van de voorbereiding tot de Tweede Wereldoorlog werd in 1937 een afdeling voor speciale voertuigen gecreëerd. Deze produceerde vanaf 1938 een 18 ton wegende rupstrekker. 
In de Tweede Wereldoorlog werd er verhuisd naar Schönebeck. 
Na de capitulatie van Breslau moesten de Famo-werknemers bij Linke-Hofmann spoorwegwagons gaan herstellen omdat de vestiging in Breslau grotendeels vernietigd was.
Vanaf januari 1946 werd de productie van tractoren heropgestart. In 1948 werd de naam veranderd in Fahrzeugwerke Schönebeck IFA, die momenteel tot de Doppstadt-groep behoort.